# Wilhelm J. Brinkmann
Wilhelm Johann Brinkmann (* 20. Dezember 1947 in Recklinghausen; † 18. Februar 2025) war ein deutscher Pädagoge und Fernschachspieler. Er war Professor i. R. für Allgemeine Pädagogik an der Christian-Albrechts-Universität zu Kiel.

## Werdegang und Leben
Nach dem Abitur in Recklinghausen studierte Brinkmann in den Jahren 1966–1975 an den Universitäten Münster und Würzburg Pädagogik, Soziologie, Philosophie und Psychologie. Sein Studium schloss er mit der Promotion über den Beruf des Lehrers ab und war von 1975 bis 1983 als wissenschaftlicher Assistent am Institut für Pädagogik in Würzburg beschäftigt.
Nach einer einjährigen Lehrstuhlvertretung an der Universität Augsburg wurde er 1984 in Würzburg habilitiert (Thema: „Zur Geschichte der Pädagogischen Soziologie in Deutschland“). Diversen Lehraufträgen und Lehrstuhlvertretungen folgend war er von 1990 bis 2013 Lehrstuhlinhaber für Allgemeine Pädagogik am pädagogischen Institut der Christian-Albrechts-Universität zu Kiel. Als Nachfolgerin wurde 2014 Nicole Welter berufen.
Von 1984 bis 2011 war Brinkmann Mitglied im Bundesvorstand des Deutschen Kinderschutzbundes e. V. Seit 1997 war er Mitherausgeber der Vierteljahrsschrift für Wissenschaftliche Pädagogik.
Brinkmann war seit 1972 mit Marie-Theres Brinkmann-Resmer verheiratet und Vater dreier Kinder.

## Forschung und Lehre
Brinkmann war Vertreter der geisteswissenschaftlichen Pädagogik. Die Philosophien von Friedrich Schleiermacher und Wilhelm Dilthey (beide Kieler Gelehrte) finden sich ebenso in den Schriften und Vorlesungen Brinkmanns wieder wie grundlegende Ideen Werner Lochs – Brinkmanns Vorgänger an der Universität Kiel. Ebenso lassen sich Einflüsse des Würzburger Pädagogen Winfried Böhm erkennen.
Die Forschungsschwerpunkte Brinkmanns waren die Allgemeine Pädagogik, Differentielle Pädagogik, sowie diverse in der pädagogischen Theorie verortete Felder der Erziehungswissenschaft.

## Schach
Wilhelm J. Brinkmann war Fernschachspieler. 2009 wurden ihm von der International Correspondence Chess Federation (ICCF) die Titel Internationaler Meister (IM) und Verdienter Internationaler Meister (SIM) verliehen. 2011 gewann er die 48. deutsche Senioren-Fernschachmeisterschaft. Sein erster Schachverein war der SV Lasker Langenbochum. Später spielte er für Caïssa Münster und den SV Würzburg. Seit 1990 spielte er überwiegend für den Flensburger SK, er war aber auch schon beim SC Agon Neumünster aktiv.
Im Nahschach spielte er in der 2. Liga in Dänemark und in Deutschland in der Landesliga. Bei der FIDE war er für den dänischen Schachverband gemeldet.

## Zitate aus Vorlesungen und Schriften
- „'Die Mehrheit der Briten will ihre Kinder weiter schlagen dürfen. Nach einer Umfrage der »Times« stemmen sich 59 Prozent dagegen, die elterliche Prügelstrafe für illegal zu erklären [...]'. So verdanken wir dem Mutterland des common wealth[!] neben seinen demokratischen Errungenschaften und seinen kulinarischen Köstlichkeiten auch interessante pädagogische Anregungen.“ (aus: Brinkmann (2008): Aufwachsen in Deutschland. S. 104)

## Veröffentlichungen (Auszüge)
- Aufwachsen in Deutschland. Bausteine zu einer pädagogischen Theorie moderner Kindheit. Ein Lehr- und Studienbuch. Brigg Pädagogik Verlag, Augsburg 2008, ISBN 978-3-87101-388-1.
- Das Handwerk des Unterrichtens: Gustav Ferdinand Thaulow und die Gründung des Pädagogischen Seminars an der Christian-Albrechts-Universität zu Kiel. In: Pädagogik als Disziplin und Profession – Historische Perspektiven auf die Zukunft. Beiträge zum 350. Jubiläum der Christian-Albrechts-Universität zu Kiel, hrsg. v. Manfred Böge und Marc Fabian Buck. Berlin 2019: Peter Lang. S. 57–84.
- Differentielle Pädagogik. Eine Einführung. Auer, Donauwörth 2001, ISBN 3-403-03577-8.